# سیستم جفت‌گیری
سیستم جفت‌گیری (به انگلیسی: Mating system)، روشی است که در آن یک گروه در رابطه با رفتار جنسی ساختار می‌یابد. معنای دقیق بستگی به زمینه دارد. دربارهٔ جانوران، این اصطلاح توصیف می‌کند که کدام نر و ماده در چه شرایطی جفت می‌شود. سیستم‌های شناخته‌شده شامل تک‌همسری، چندهمسری (که شامل چندزنی، چندشوهری و چندهمسری درهم می‌شود) و هرزگی، که همگی سبب نتایج متفاوتی در گزینش همسر می‌شوند و بنابراین، این سیستم‌ها بر شیوهٔ کارکرد گزینش جنسی در گونه‌هایی که آن‌ها را انجام می‌دهند، تأثیر می‌گذارند. در گیاهان، این اصطلاح به درجه و شرایط لقاح بیرونی اشاره دارد. در زیست‌شناسی اجتماعی انسانی، این اصطلاحات به شکل‌گیری روابطی مانند ازدواج گسترش داده شده‌است.

## در گیاهان
سیستم‌های جفت‌گیری اولیه در گیاهان عبارتند از: لقاح بیرونی متقاطع، خودگشنی (خودباروری) و نامیختگی (تولیدمثل غیرجنسی بدون باروری، اما تنها زمانی که با تغییر کارکرد جنسی ایجاد شود). سیستم‌های جفت‌گیری آمیخته، که در آن گیاهان از دو یا حتی هر سه سیستم جفت‌گیری استفاده می‌کنند، نامعمول نیستند.
تعدادی مدل برای توصیف پارامترهای سیستم‌های جفت‌گیری گیاهان استفاده شده‌است. مدل پایه مدل جفت‌گیری آمیخته‌است که بر این فرض استوار است که هر باروری یا خودبارور یا باروری متقاطع کاملاً تصادفی است. مدل‌های پیچیده‌تر این فرض را تسهیل می‌کنند. برای مثال، مدل خودسازی مؤثر تشخیص می‌دهد که جفت‌گیری ممکن است بین جفت‌های گیاهان نزدیک به هم نسبت به جفت‌هایی از گیاهان دوردست رایج‌تر باشد.

## در جانوران
در زیر برخی از سیستم‌های جفت‌گیری به‌طور کلی در جانوران شناخته شده‌است:
- تک‌همسری: یک نر و یک ماده رابطه جفت‌گیری انحصاری دارند. اصطلاح «پیوند جفتی» اغلب بر این دلالت دارد. این با ترکیب گروه یک مرد و یک زن وابستگی دارد. تک‌همسری دو نوع است: نوع ۱ که اختیاری است و نوع ۲ که اجباری است. تک‌همسری اختیاری زمانی رخ می‌دهد که تراکم بسیار کمی در یک گونه وجود داشته باشد. این بدان معنی است که جفت‌گیری تنها با یک عضو از جنس مخالف رخ می‌دهد، زیرا نر و ماده بسیار از هم فاصله دارند. هنگامی که یک زن برای داشتن بستر نیاز به کمک همنوعان دارد، این یک تک‌همسری اجباری است. با این حال، با این، گنجایش برد زیستگاه کوچک است، بنابراین تنها یک ماده می‌تواند در زیستگاه تولیدمثل کند.[۱]
- چندهمسری: سه نوع شناخته شده دارد:
  - چندزنی (رایج‌ترین سیستم جفت‌گیری چندهمسری در مهره‌دارانی که تاکنون مطالعه شده‌است): یک نر با دو یا چند ماده رابطه انحصاری دارد. این با ترکیب گروهی یک مرد و چند زن وابستگی دارد. بسیاری از کلنی‌های چندساله Vespula squamosa (جلیقه‌زرد جنوبی) چندزنه هستند.[۲] انواع مختلفی از چندزنی وجود دارد، مانند چندزنی جفت‌یابی و چندزنی دفاع از منابع. پروانه‌های خاکستری (Hipparchia semele) در چندزنی دفاع از منابع شرکت می‌کنند، جایی که ماده‌ها بر اساس بهترین مکان تخم‌گذاری، نر سرزمینی را انتخاب می‌کنند.[۳] اگرچه بیشتر جانوران تنها یکی از این راهبردها را برمی‌گزینند، برخی از آنها راهبردهای ترکیبی مانند گونه‌های زنبور عسل، زنبور درودگر جنوبی را نشان می‌دهند.[۴]
  - چندشوهری: یک زن با دو یا چند مرد رابطه انحصاری دارد. این بسیار نادر است و با ترکیب‌های گروهی چند مرد و چند زن وابستگی دارد. چندشوهری ژنتیکی در برخی از گونه‌های حشرات مانند Apis mellifera (زنبور عسل غربی) یافت می‌شود که در آن یک ملکه باکره در طول پرواز عروسی خود با چندین زنبورهای نر جفت می‌شود، در حالی که هر زنبوز نر یک بار بلافاصله پس از جفت‌گیری می‌میرد. سپس ملکه اسپرم جمع‌آوری‌شده از این چندین جفت‌گیری‌ها را در اسپرماتکا ذخیره می‌کند تا از آن برای بارور کردن تخم‌ها در تمام طول عمر باروری‌اش استفاده کند.
  - چندزن‌شوهری: یک تغییر جزئی از این است که در آن دو یا چند مرد با دو یا چند زن رابطه انحصاری دارند. لازم نیست تعداد نرها و ماده‌ها برابر باشد و در گونه‌های مهره‌دارانی که تاکنون مورد مطالعه قرار گرفته‌اند، معمولاً تعداد نرها کمتر است. این با ترکیب‌های گروهی چند مرد و چند زن وابستگی دارد.
- بی‌بندوباری جنسی: عضوی از یک جنس در گروه اجتماعی با هر عضوی از جنس مخالف جفت می‌شود. این نوع با ترکیب گروهی چند مرد و چند زن وابستگی دارد.

درگیری جنسی بین افراد از جنس‌های مختلف رخ می‌دهد که نیازهای جداگانه یا متضادی برای موفقیت بهینه جفت‌گیری دارند. این تضاد ممکن است به سازگاری‌های رقابتی و سازگاری مشترک یک یا هر دو جنس برای حفظ فرآیندهای جفت‌گیری که برای آن جنس سودمند است سبب شود. تعارض جنسی درون لوکوس و تعارض جنسی برون‌لوکوس تأثیر ژنتیکی پشت درگیری جنسی را توصیف می‌کنند و اکنون به عنوان اساسی‌ترین شکل درگیری جنسی شناخته می‌شوند.

### در انسان
در مقایسه با مهره‌داران دیگر، که در آن گونه‌ها معمولاً یک سیستم جفت‌گیری واحد دارند، انسان‌ها تنوع زیادی از خود نشان می‌دهند. تفاوت انسان‌ها با داشتن ازدواج‌های رسمی که در برخی فرهنگ‌ها شامل مذاکره و ترتیب بین بستگان بزرگ‌تر است. با توجه به دودیسی جنسی (بخش جانوران در بالا ببینید)، انسان‌ها در گروه متوسط با تفاوت‌های جنسی متوسط در اندازه بدن اما با بیضه‌های نسبتاً بزرگ قرار دارند که نشان‌دهنده رقابت نسبتاً پیاپی اسپرم در جوامع انسانی تک‌همسری و چندجنسی است. یک برآورد این است که ۸۳ درصد از جوامع بشری چندزنی، ۰٫۰۵ درصد چندشوهری و بقیه تک‌همسر هستند. حتی آخرین گروه ممکن است حداقل تا اندازه‌ای از نظر ژنتیکی چندزنی باشند.
از دیدگاه فرگشتی، زنان بیشتر آمادگی انجام تک‌همسری را دارند، زیرا موفقیت باروری آن‌ها بر اساس منابعی است که می‌توانند از طریق تولیدمثل به دست آورند تا تعداد فرزندانی که تولید می‌کنند. با این حال، مردان بیشتر احتمال دارد که چندهمسری را انجام دهند، زیرا موفقیت باروری آن‌ها بر اساس تعداد فرزندانی است که تولید می‌کنند، نه هر نوع سود به دست‌آمده از سرمایه‌گذاری والدین.
برخی پیشنهاد کرده‌اند که این عوامل کالبدشناختی نشان‌دهنده درجه‌ای از رقابت اسپرم هستند، اگرچه از آنجایی که سطوح بی‌حسی ژنتیکی و اجتماعی در فرهنگ‌ها بسیار متفاوت است، این شواهد کاملاً قطعی نیست.

## در بندپایان

### مگس میوه
مگس‌های میوه مانند A. suspensa چندهمسری را نشان داده‌اند. نرها اغلب ماده‌ها را از طریق نشانه‌گذاری به جایی که قرار می‌گیرند جذب می‌کنند و فرومون‌های موجود در هوا را از نوک شکم خود برای نشانه‌گذاری و دفاع از برگ‌های جداگانه آزاد می‌کنند.